# Zuideramstel
Zuideramstel est l'un des quinze anciens arrondissements (Stadsdeel) de la ville d'Amsterdam, aux Pays-Bas. En 2010, il a été consolidé avec l'ancien arrondissement de Oud Zuid situé au nord pour former le nouvel arrondissement de Amsterdam-Zuid. Situé à l'extrême sud de la ville, il est délimité par l'Amstel à l'est, et la commune d'Amstelveen au sud. L'ancien arrondissement était lui-même né de la fusion de trois quartiers, le Rivierenbuurt, Buitenveldert et Prinses Irenebuurt qui faisait partie de l'arrondissement de Oud-Zuid jusqu'en 1998. Le quartier d'affaires de Zuidas est également situé dans cet arrondissement.
Du point de vue des transports, Zuideramstel est traversé par des axes routiers et ferroviaires majeurs, avec le périphérique routier A10, mais également les lignes ferroviaires Utrecht-Schiphol-La Haye, sur lesquelles sont situées les gares de Amsterdam-Sud et Amsterdam RAI.
Parmi les principaux centres d'intérêt du quartier, on peut citer le Amsterdamse Bos, le Beatrixpark, le palais des congrès du RAI Amsterdam, ou encore l'Université libre d'Amsterdam.